# Psicologia politica
La psicologia politica è un campo accademico interdisciplinare dedicato alla comprensione della politica, dei politici e del comportamento politico da una prospettiva psicologica. La relazione tra politica e psicologia è considerata bidirezionale, con la psicologia utilizzata come mezzo per comprendere la politica, e la politica utilizzata come mezzo per comprendere la psicologia. Come campo interdisciplinare, la psicologia politica utilizza concetti tratti da una vasta gamma di altre discipline, tra cui: antropologia, sociologia, relazioni internazionali, economia, filosofia, media, giornalismo e storia.
La psicologia politica mira a comprendere le relazioni interdipendenti tra individui e contesti che sono influenzati da credenze, motivazione, percezione, cognizione, elaborazione delle informazioni, strategie di apprendimento, socializzazione e formazione dell'atteggiamento. La teoria e gli approcci di psicologia politica sono stati applicati in molti contesti come: leadership; elaborazione di politiche nazionali ed estere; violenza etnica, guerra e genocidio; dinamiche e conflitti di gruppo; comportamento razzista; atteggiamenti di voto e motivazione; voto e ruolo dei media; nazionalismo; estremismo politico. In sostanza, gli psicologi politici studiano le basi, le dinamiche e i risultati del comportamento politico usando spiegazioni cognitive e sociali.

## Personalità e leadership

### Approcci
lo studio della personalità in psicologia politica si concentra sugli effetti della personalità della leadership sul processo decisionale e sulle conseguenze della personalità di massa sui confini della leadership. Gli approcci della personalità chiave utilizzati nella psicologia politica sono le teorie psicoanalitiche, le teorie basate sui tratti e le teorie basate sulla motivazione.

#### Approccio psicoanalitico
Sigmund Freud (1856-1939) diede un contributo significativo allo studio della personalità nella psicologia politica attraverso le sue teorie sui motivi inconsci del comportamento. Freud ha suggerito che il comportamento e l'abilità decisionale di un leader siano in gran parte determinati dall'interazione nella sua personalità dell'Es, Io e Super-io, e dal loro controllo del principio di piacere e del principio di realtà. L'approccio psicoanalitico è stato ampiamente utilizzato anche nelle psicobiografie dei leader politici. Le psicobiografie traggono inferenze dallo sviluppo personale, sociale e politico, a partire dall'infanzia, per comprendere i modelli di comportamento che possono essere implementati per prevedere motivazioni e strategie decisionali.

#### Approccio basato sui tratti
I tratti sono caratteristiche della personalità che si dimostrano stabili nel tempo e in diverse situazioni, creando predisposizioni per percepire e rispondere in modi particolari. Gordon Allport (1897-1967) realizzò lo studio dei tratti introducendo tratti centrali, secondari, cardinali e comuni. Queste quattro distinzioni suggeriscono che le persone dimostrano tratti a vari livelli, e inoltre che esiste una differenza tra tratti individuali e comuni da riconoscere all'interno di una società. Hans Eysenck (1916-1997) ha contribuito con tre tratti principali, ma attualmente le dimensioni della personalità descritte dal modello del "Big Five" di Costa e McCrae sono le più riconosciute. Queste includono: estroversione, amicalità, coscienziosità, stabilità emotiva, apertura mentale. Le teorie della psicologia politica suggeriscono che la combinazione di questi tratti ha implicazioni per lo stile e la capacità di leadership. Ad esempio, è dimostrato che le persone che ottengono un punteggio elevato in termini di estroversione hanno capacità di leadership superiori. Anche l'indicatore dei tipi Myers-Briggs (MBTI) è una scala di valutazione della personalità comunemente usata nello studio della personalità politica.

#### Approccio motivazionale
In termini di psicologia politica la motivazione è vista come un comportamento orientato all'obiettivo, e guidato da una necessità di potere, affiliazione, intimità e realizzazione. Queste quattro categorie furono raggruppate da Winter (1996) rispetto alle venti proposte da Murray (1938) che suggerivano obiettivi umani comuni. La necessità di potere influenza lo stile in cui si esibisce un leader. Winter e Stewart (1977) hanno suggerito che i leader ad alta motivazione al potere, e poco bisognosi di affiliazione e intimità, divengono presidenti migliori. In alternativa, i leader motivati dall'affiliazione tendono a collaborare a obbiettivi comuni in assenza di minacce. Infine, la motivazione al successo ha dimostrato di non corrispondere al successo politico, specialmente se è superiore alla motivazione al potere (Winter, 2002). La motivazione al successo tra un leader e coloro che sta governando deve essere coerente. Le motivazioni hanno dimostrato essere maggiormente correlate con la situazione e il raggiungimento degli obiettivi, piuttosto che essere tratti stabili. Il Thematic Apperception Test (TAT) è comunemente usato per valutare le motivazioni. Tuttavia, nel caso della valutazione della leadership questo test è più difficile da implementare, pertanto vengono spesso utilizzati test più applicabili come l'analisi del contenuto di discorsi e interviste.

### La personalità autoritaria
La personalità autoritaria è una sindrome teorizzata nel 1950 dai ricercatori Adorno, Frenkel-Brunswick, Levinson e Sanford presso l'Università della California. L'American Jewish Committee finanziò la ricerca e la pubblicazione sulla teoria, poiché essa ruotava attorno alle idee sviluppate dagli eventi della Seconda Guerra Mondiale. Adorno spiegò il tipo di personalità autoritaria da un punto di vista psicoanalitico, suggerendo che esso fosse il risultato di una genitorialità altamente controllata e convenzionale. Adorno ha spiegato che gli individui con un tipo di personalità autoritaria erano stati bloccati in termini di sviluppo di una capacità di controllare gli impulsi sessuali e aggressivi dell'identità. Ciò comporta la paura di essi, e quindi uno sviluppo di meccanismi di difesa per evitare di affrontarli. I tipi di personalità autoritaria sono persone descritte come oscillanti a seconda dell'autorità ancora sofferta. La sindrome fu teorizzata comprendere nove caratteristiche: convenzionalismo, sottomissione autoritaria, aggressività autoritaria, anti-intraccezione (un'opposizione a tendenze soggettive o immaginative), superstizione e stereotipia, potere e tenacia, distruttività e cinismo, ossessione sessuale e proiettività. Adorno suggerisce che il tipo di personalità autoritaria sia: etnocentrico, difensivo dell'Io, mentalmente rigido, conforme e convenzionale, avverso a ciò che è al di fuori dell'ordinario e con idee politiche conservatrici. Il libro The Authoritarian Personality introduce diverse scale basate su diversi tipi di personalità autoritaria. Questi sono; la "scala F", che misura da dove e fino a che punto si sviluppano gli atteggiamenti fascisti, la scala dell'antisemitismo, la scala dell'etnocentrismo e la scala del conservatorismo economico politico. La scala F tuttavia è l'unica scala che dovrebbe misurare le tendenze implicite della personalità autoritaria.
Bob Altemeyer decostruì la personalità autoritaria usando l'analisi dei tratti. Sviluppò una scala di "autoritarismo di destra" (RWA) basata sui tratti di sottomissione autoritaria, aggressività autoritaria e convenzionalismo. Altmeyer ha suggerito che coloro che ottengono un punteggio elevato nella scala F hanno una bassa capacità di pensiero critico e quindi sono meno in grado di contraddire l'autorità. Le teorie di Altmeyer incorporano anche il punto di vista psicodinamico, suggerendo che i tipi di personalità autoritaria hanno appreso dai loro genitori a credere che il mondo fosse un posto pericoloso, e quindi i loro impulsi li portano a prendere decisioni impulsive, emotive e irrazionali. Le credenze e il comportamento di un autoritario sono suggeriti essere facilmente manipolati dall'autorità anziché essere basati su valori interni. Altmeyer ha anche teorizzato che i leader con tipi di personalità autoritaria erano più sensibili all'errore fondamentale di attribuzione. 
Ci sono molte debolezze associate a questa sindrome e alla scala F. Tale teorizzazione potrebbe essere stato più rilevante durante il periodo in cui è stata prodotta, cioè poco dopo la seconda guerra mondiale. La personalità autoritaria è generalmente collegata a un'immagine fascista, tuttavia si suggerisce che essa spieghi il comportamento degli individui in tutti i contesti politici.

### Modelli basati sui tratti
I modelli basati sui tratti, escluso l'approccio freudiano, sono stati suggeriti da James Barber (1930–2004), che ha sottolineato l'importanza della psicobiografia nell'analisi della personalità politica. Barber suggerì che la personalità di comando comprendeva tre dimensioni; "carattere", "visione del mondo" e "stile". Barber ha anche proposto che la tipologia di leadership segua uno schema che parte dal primo successo politico di un individuo, e che include due variabili; lo sforzo che un leader esprime e la soddisfazione personale che il leader ottiene.
Etheredge (1978) ha proposto l'importanza dei tratti di "dominio", "fiducia interpersonale", "autostima" e "introversione-estroversione", in termini di leadership e definizione delle politiche. Etheredge ha scoperto da studi condotti su leader dell'Unione Sovietica, che coloro che avevano ottenuto un punteggio elevato sul tratto del dominio, avevano maggiori probabilità di sostenere l'uso della forza durante la risoluzione del dibattito. Ha scoperto che il tratto dell'introversione può portare a una mancanza di cooperazione e che l'estroversione di solito porta alla cooperazione e alla negoziazione. Inoltre ha suggerito che la fiducia interpersonale e l'autostima erano strettamente legate al non uso della forza.
Margaret Hermann (1976) ha introdotto il Leader Trait Assessment (LTA) e ha sostenuto lo sviluppo del Profiler-Plus. Profiler-Plus è un sistema informatico utilizzato per codificare le risposte spontanee alle interviste per sette caratteristiche principali: bisogno di potere, complessità cognitiva, enfasi interpersonale, fiducia in se stessi, locus of control, sfiducia verso gli altri ed etnocentrismo. Questo metodo può profilare grandi corpi di testi relativi alla leadership, eliminando ogni bias soggettivo dall'analisi del contenuto. È efficiente e ha un'alta affidabilità. Hermann e Preston (1994) hanno suggerito 5 variabili distinte di stile di leadership: il coinvolgimento nell'elaborazione delle politiche, la disponibilità a tollerare i conflitti, il livello e le ragioni della motivazione, le strategie di gestione delle informazioni e le strategie di risoluzione dei conflitti.
Un approccio alternativo è il metodo del "Codice Operativo", introdotto da Nathan Leites (1951) e perfezionato da Alexander George (1979). Il codice si basa su cinque credenze filosofiche e cinque credenze strumentali. Un sistema di codifica verbale (Verbs in Context, VIC) impiegato attraverso il programma per computer Profiler-Plus consente ancora una volta di analizzare soggettivamente importanti corpi di discorsi, interviste e scritti. Il metodo tenta di prevedere il comportamento approfondendo l'applicazione della conoscenza di varie credenze.
Sebbene il comportamento politico sia governato e rappresentato dai leader, la conseguente influenza del leader dipende in gran parte dal contesto in cui si trova, e in quale tipo di clima politico esercita la sua funzione. Per questo motivo il comportamento dei gruppi è altrettanto fondamentale per comprendere gli ambienti sociopolitici.

## Psicologia politica dei gruppi
La psicologia dei gruppi è fondamentale nella struttura, stabilità, popolarità e capacità di prendere decisioni di successo dei partiti politici. Il comportamento individuale si discosta sostanzialmente in un contesto di gruppo, pertanto è difficile determinare il comportamento del gruppo osservando esclusivamente gli individui che lo compongono. La forma e la stabilità del gruppo si basano su diverse variabili; dimensioni, struttura, scopo del gruppo, sviluppo del gruppo e influenze sul gruppo.

### Dimensione
La dimensione del gruppo ha varie conseguenze. Nei gruppi più piccoli gli individui sono più impegnati e c'è un tasso di avvicendamento più basso. I grandi gruppi mostrano maggiori livelli di divergenza e meno conformità. Anche le prestazioni del gruppo diminuiscono con l'aumentare delle dimensioni, a causa della riduzione del coordinamento e del parassitismo. Le dimensioni di un partito o di una nazione politica possono quindi avere effetti conseguenti sulla loro capacità di coordinarsi e progredire.

### Struttura
La struttura di un gruppo è alterata dalla diversità dei membri, che influisce in gran parte sulla sua efficienza. La diversità individuale all'interno di un gruppo ha dimostrato di favorire una minore comunicazione e quindi di aumentare i conflitti Ciò ha implicazioni per i partiti politici. La diversità dei membri ha conseguenze per: lo stato, l'allocazione del ruolo e la tensione tra i ruoli all'interno di un gruppo, che possono causare disaccordo. Pertanto, il mantenimento della coesione di gruppo è fondamentale. La coesione è influenzata da diversi fattori: la quantità di tempo che i membri trascorrono nel gruppo, il livello di apprezzamento tra i membri, la quantità di ricompensa offerta dal gruppo, la quantità di minaccia esterna al gruppo e il livello di calore offerto dai leader. Questi fattori dovrebbero essere considerati quando si tenta di formare un gruppo politico efficiente. L'efficienza delle decisioni del presidente, ad esempio, è influenzata dal grado in cui i membri del gruppo hanno uno status gerarchico e dai ruoli assegnati a ciascun membro.

### Funzione
La formazione di un gruppo, sia che serva uno scopo "funzionale" o uno scopo di "attrazione interpersonale", ha implicazioni per la popolarità politica. Spesso le persone si uniscono ai gruppi per soddisfare determinati bisogni di sopravvivenza, interpersonali, informativi e collettivi. Un partito politico che prevede stabilità, chiare informazioni, che offre potere agli individui e che soddisfa il senso di appartenenza, guadagnerà popolarità. La "teoria degli orientamenti fondamentali alle relazioni interpersonali" di Shutz (1958) suggerisce che i gruppi soddisfano il bisogno umano di controllo, intimità e inclusione. I gruppi si formano anche per attrazione naturale. Newcomb (1960) afferma che siamo attratti da altri simili a noi nello stato socioeconomico, nelle credenze, negli atteggiamenti e nell'aspetto fisico. La somiglianza per certi aspetti può quindi essere correlata a quanto una persona è attratta dall'unirsi a un gruppo rispetto a un altro.

### Sviluppo
Lo sviluppo del gruppo tende a verificarsi in più fasi: formazione, storming, costituzione di norme, esecuzione e aggiornamento. La consapevolezza del gruppo di queste fasi è importante affinché i membri riconoscano che si sta svolgendo un processo e che alcune fasi come lo storming fanno parte della progressione e che non dovrebbero essere scoraggiate o causare paura di instabilità. La consapevolezza dello sviluppo del gruppo consente anche l'implementazione di modelli al fine di manipolare diverse fasi. Le influenze esterne su un gruppo avranno effetti diversi a seconda dello stadio in cui si trova il gruppo nel suo corso. Ciò ha implicazioni sull'apertura di un gruppo a seconda dello stadio di sviluppo in cui si trova e sulla sua forza. Anche la coerenza è un aspetto chiave per il successo in un gruppo.

### Influenza del conformismo nei gruppi
Il concetto di conformismo è fondamentale per comprendere l'influenza del gruppo nel comportamento politico. Il processo decisionale all'interno di un gruppo è ampiamente influenzato dal conformismo. È teorizzato che ciò si verifichi sulla base di due motivi: influenza sociale normativa e influenza sociale informativa. La possibilità di conformità è influenzata da diversi fattori: l'aumento delle dimensioni del gruppo, ma solo fino a un certo punto, e il grado di unanimità e impegno nei confronti del gruppo. Pertanto, il grado di popolarità di un gruppo politico può essere influenzata dalle sue dimensioni e dall'unanimità e dall'impegno da parte dei suoi membri. Il grado con cui il gruppo si conforma nel suo insieme può anche essere influenzato dal grado di individuazione dei suoi membri. Inoltre, la conformità all'interno dei gruppi politici può essere collegata al termine "coalizione politica". Gli esseri umani rappresentano i gruppi come se fossero una categoria speciale di un individuo. Ad esempio, per semplicità cognitiva, i gruppi ancestrali si antropomorfizzano a vicenda perché hanno pensieri, valori e background storici simili. Anche se il membro di un gruppo può avere un'opinione irrazionale o sbagliata su una questione politica, c'è un'alta possibilità per gli altri membri di conformarsi ad essa, a causa del semplice fatto che si trovano nella stessa coalizione.

### Influenza del potere nei gruppi
Il potere è un altro fattore influente all'interno di un gruppo o tra gruppi separati. Le "basi critiche del potere" sviluppate da French e Raven (1959) individuano i seguenti tipi di potere come quelli di maggior successo: potere di ricompensa, potere coercitivo, potere legittimo, potere referente e potere esperto. Il modo in cui viene esercitato il potere su un gruppo può avere ripercussioni sulla sua popolarità. Il potere referente si traduce in una maggiore popolarità di un gruppo politico o di un leader rispetto al potere coercitivo. Ciò ha implicazioni per i leader nel manipolare gli altri per identificarsi con loro, piuttosto che per applicare la conseguente punizione. Tuttavia, se si impone il potere coercitivo, sono necessari successo e un leader che riscuota fiducia per evitare che il conflitto di gruppo si intensifichi. È anche stato suggerito che punizione estrinseca e ricompensa sminuiscano la motivazione intrinseca. Un senso di libertà deve essere fornito al gruppo.

### Processo decisionale nei gruppi
Il processo decisionale è un processo politico importante che influenza il corso della politica di un paese. Il processo decisionale di gruppo è ampiamente influenzato da tre regole; "regola della maggioranza vincente", "regola della verità vincente" e "regola del primo turno". Anche il processo decisionale è influenzato dal conformismo. Le decisioni irrazionali vengono generalmente prese durante i momenti di maggiore emotività. Ad esempio, un partito politico impopolare può ricevere più voti durante un periodo di instabilità economica o politica effettiva o percepita. Gli studi controversi condotti da George Marcus (2003) implicano tuttavia che livelli elevati di ansia possono effettivamente indurre un individuo ad analizzare le informazioni in modo più razionale e attento, determinando decisioni più informate e di successo. La psicologia del processo decisionale deve tuttavia essere analizzata in base al fatto che ci si trovi all'interno di un contesto di leadership o in un contesto di gruppo. L'implementazione di un processo decisionale di successo è spesso migliorata dal processo decisionale di gruppo soprattutto se la decisione è importante per il gruppo e quando il gruppo ha lavorato insieme per un lungo periodo di tempo. Tuttavia, i gruppi possono anche ostacolare il processo decisionale se non è chiara una risposta corretta. Janis (1972) ha introdotto l'idea di groupthink, che sostiene una maggiore possibilità che i gruppi prendano decisioni sbagliate in diverse condizioni: forte coesione di gruppo, isolamento delle decisioni del gruppo dalla revisione pubblica, presenza di un leader direttivo nel gruppo e livelli di stress elevati. La polarizzazione di gruppo (Janis, 1972) suggerisce che il processo decisionale di gruppo è spesso più estremo, sia esso più rischioso o prudente. "Groupthink" si riferisce a "un modo di pensare in cui le persone si impegnano quando sono profondamente coinvolte in un gruppo coeso, quando i membri che lottano per l'unanimità prevalgono sulla motivazione a valutare realisticamente percorsi alternativi".
Sono state suggerite tecniche per stabilire capacità decisionali più efficaci in termini politici. Hirt e Markman (1995) affermano che l'inserimento di un individuo in un gruppo allo scopo di trovare difetti e formulare critiche, permetterà ai membri di stabilire punti di vista alternativi. George (1980) ha suggerito la "difesa multipla" che sostiene che una persona neutrale analizzi i pro e i contro di vari suggerimenti, e prenda così una decisione informata.
Le teorie della psicologia applicata per migliorare la produttività dei gruppi politici comprendono l'implementazione di tecniche di "sviluppo di gruppo", "circoli di qualità" e gruppi di lavoro autonomi.

## Analisi di alcuni comportamenti politici

### Evoluzione
La psicologia evoluzionista svolge un ruolo significativo nella comprensione di come l'attuale regime politico sia venuto in essere. È un approccio che si concentra sulla struttura del comportamento umano rivendicando la sua dipendenza dall'ambiente sociale ed ecologico. Sviluppato attraverso la selezione naturale, il cervello umano funziona per reagire in modo appropriato alle sfide ambientali del conflitto politico usando meccanismi e modifiche psicologiche. Un esempio di conflitto politico implica l'aggressione statale come la guerra. I meccanismi psicologici lavorano per assimilare ciò che viene raccolto dalle informazioni interne ed esterne riguardanti l'habitat attuale e proiettarlo nella forma di azione più adatta, come atti di aggressività, recupero, dominio e così via.

### Comportamento di voto
Al fine di formulare inferenze e previsioni sul comportamento relativo alla decisione di voto, è necessario prendere in considerazione alcune influenze pubbliche fondamentali. Queste influenze includono il ruolo delle emozioni, la socializzazione politica, la sofisticazione politica, la tolleranza della diversità delle opinioni politiche e i media. L'effetto di queste influenze sul comportamento di voto è meglio compreso attraverso le teorie sulla formazione di atteggiamenti, credenze, schemi, strutture di conoscenza e sull'elaborazione delle informazioni. Il grado in cui la decisione di voto è influenzata dai sistemi di elaborazione interna delle informazioni politiche e dalle influenze esterne, altera la qualità delle decisioni democratiche.

### Conflitto
L'applicazione della psicologia per comprendere i conflitti e gli atti estremi di violenza può essere compresa in termini sia individuali che di gruppo. Il conflitto politico è spesso una conseguenza della disparità etnica e dell'"etnocentrismo".
A livello individuale, i partecipanti a situazioni di conflitto possono essere perpetratori, osservatori o altruisti. Il comportamento dei perpetratori è spesso spiegato attraverso il tipo di personalità autoritaria. Differenze individuali nei livelli di empatia sono state usate per spiegare se un individuo sceglie di opporsi all'autorità o ignorare un conflitto. Anche la teoria del locus of control di Rotter (1954) in psicologia della personalità è stata usata per determinare le differenze individuali nella reazione a situazioni di conflitto.
Il comportamento di gruppo durante il conflitto influenza spesso le azioni di un individuo. L'effetto spettatore, introdotto da Darley e Latane nel 1968 dimostra che il comportamento del gruppo induce gli individui a monitorare se gli altri pensano che sia necessario reagire in una situazione e quindi basare il loro comportamento su questo giudizio. I ricercatori hanno anche scoperto che è più probabile che le persone diffondano la responsabilità nelle situazioni di gruppo. Queste teorie possono essere applicate a situazioni di conflitto e genocidio, in cui gli individui rimuovono la responsabilità personale e quindi giustificano il loro comportamento. La teoria dell'identità sociale spiega che durante l'Olocausto della Seconda Guerra Mondiale i leader politici usarono gli ebrei come un gruppo esterno per aumentare la coesione all'interno del gruppo. Ciò ha permesso ai perpetratori di spersonalizzare la situazione e di diffondere la propria responsabilità. I gruppi esterni sono stati tenuti in confini separati e disumanizzati, al fine di aiutare il gruppo interno a disimpegnarsi dalla relazione.
La ricerca del Dr. Dan Kahan ha dimostrato che gli individui sono resistenti all'accettazione di nuove opinioni politiche anche se vengono presentate prove che mettono in discussione le loro opinioni. La ricerca ha anche dimostrato che se all'individuo veniva richiesto di scrivere alcune frasi sulle esperienze che stava vivendo o di trascorrere alcuni istanti affermando la propria autostima, era più probabile che accettasse la nuova posizione politica.
La psicologia evoluzionista può spiegare i conflitti in politica e nella società internazionale. Un articolo di Anthony C. Lopez, Rose McDermott e Michael Bang Petersen usa questa idea per fornire ipotesi per spiegare eventi politici. Secondo gli autori, gli istinti e le caratteristiche psicologiche sviluppate attraverso l'evoluzione sono ancora esistenti nelle persone moderne. Essi suggeriscono gli esseri umani come "esecutori dell'adattamento", ovvero persone progettate attraverso la selezione naturale e non "massimizzatori di utilità", ovvero persone che cercano l'utilità in ogni momento. Sebbene un gruppo di persone, ad esemppio quelli che fanno parte della stessa coalizione politica, possa sembrare che persegua una massimizzazione dell'utilità comune, è difficile generalizzare la teoria dei "massimizzatori dell'utilità" in una visione nazionale, perché le persone si sono evolute vivendo in piccoli gruppi. Questo approccio aiuta gli studiosi a spiegare comportamenti apparentemente irrazionali come l'aggressività nella politica e nella società internazionale, perché il "comportamento irrazionale" sarebbe il risultato di una discrepanza tra il mondo moderno e l'ambiente ancestrale.
Ad esempio, secondo la psicologia evoluzionista, l'aggressività coalizionale si riscontra più comunemente nei maschi. Ciò è dovuto al loro meccanismo psicologico progettato fin dai tempi remoti. In quei tempi gli uomini avevano più da guadagnare quando vincevano le guerre rispetto alle donne. Gli uomini vincitori di guerre avevano maggiori possibilità di riproduzione, il che alla fine portò al successo di DNA aggressivi e desiderosi di guerra. Di conseguenza, gli autori ipotizzano che i gruppi prevalentemente maschili, o i paesi con una società più patriarcale tenderanno a mostrare una politica più aggressiva, avendo quindi maggiori possibilità di innescare conflitti all'interno e soprattutto tra gli stati. Va tuttavia osservato che alcune tesi della psicologia evoluzionista, come quelle che riguardano il determinismo di genere, sono controverse e non accettate da tutti gli psicologi.

### Terrorismo
A livello individuale, il terrorismo è stato spiegato come una manifestazione di disturbi psicopatologici della personalità. I terroristi hanno dimostrato di possedere tratti di personalità narcisistici. Post (2004) sostiene che nei terroristi si trovano disordini narcisistici e borderline della personalità, e che i terroristi usano meccanismi come la scissione e l'esternalizzazione. Altri come Silke (2004) e Mastors e Deffenbaugh (2007) confutano questo punto di vista. Crenshaw (2004) ha dimostrato che alcuni gruppi terroristici stanno davvero attenti a non arruolare individui che dimostrano patologia. Anche la teoria della personalità autoritaria è stata usata come una spiegazione per il comportamento terroristico negli individui.
In termini di spiegazione dei motivi per cui gli individui si uniscono a gruppi terroristici, vengono suggerite teorie motivazionali come la necessità di potere e la necessità di intimità e di affiliazione. Festinger (1954) ha spiegato che le persone spesso si uniscono ai gruppi per confrontare le proprie convinzioni e atteggiamenti. Unirsi a un gruppo terroristico potrebbe essere un metodo per rimediare all'incertezza individuale. Taylor e Louis (2004) hanno spiegato che gli individui lottano per comportamenti significativi. Questo può anche essere usato per spiegare perché i terroristi cercano credenze e manifestazioni così radicali. Studi sui bambini nell'Irlanda del Nord di Fields (1979) hanno dimostrato che l'esposizione alla violenza può portare in seguito a comportamenti terroristici, implicando l'effetto dello sviluppo di norme accettabili nei gruppi. Tuttavia, anche questa opinione è stata criticata. Altre teorie suggeriscono che la frustrazione può provocare aggressività e che l'aggressività può portare alla frustrazione. Le configurazioni di gruppo possono causare un'identità sociale e comportamenti terroristici. Meccanismi come la disumanizzazione consentono agli individui di staccarsi più facilmente dalla responsabilità morale e l'influenza del gruppo aumenta le possibilità che gli individui si concedano a condiscendenza e conformismo. Anche le manipolazioni del controllo sociale e della propaganda possono favorire il coinvolgimento del terrorista.
È stato proposto un modello strategico per esaminare le motivazioni politiche dei terroristi. Il paradigma dominante negli studi sul terrorismo considera i terroristi attori razionali che attaccano i civili per fini politici. Secondo questa visione, i terroristi sono massimizzatori dell'utilità politica. Il modello strategico si basa su tre presupposti fondamentali che sono: (1) i terroristi sono motivati da preferenze politiche relativamente stabili e coerenti; (2) i terroristi valutano i profitti politici previsti delle loro opzioni disponibili; e (3) il terrorismo è adottato quando il ritorno politico atteso è superiore a quello delle opzioni alternative. Tuttavia, secondo altre ricerche, il processo decisionale dei terroristi non è pienamente conforme al modello strategico. Secondo Abrahms, ci sono tendenze comuni che rappresentano importanti enigmi empirici per il modello strategico, andando contro il pensiero convenzionale che i terroristi siano attori razionali.